# Вінтерріден
Вінтерріден (нім. Winterrieden) — громада в Німеччині, знаходиться в землі Баварія. Підпорядковується адміністративному округу Швабія. Входить до складу району Унтеральгой. Складова частина об'єднання громад Бабенгаузен.
Площа — 9,79 км2. Населення становить 964 ос. (станом на 31 грудня 2020).

## Галерея

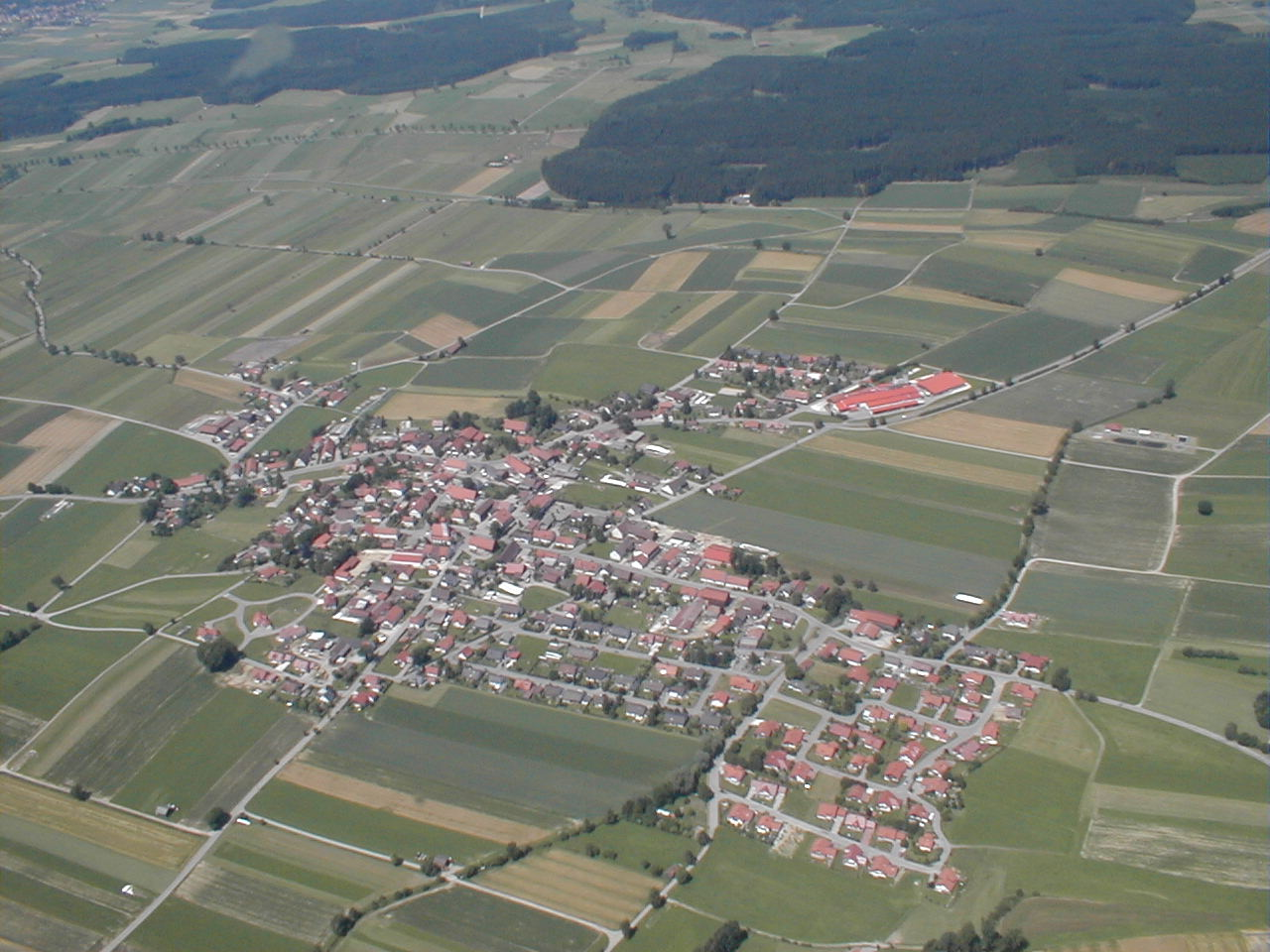